# Pedinophyceae
Pedinophyceae é um grupo, geralmente considerado ao nível taxonómico de classe, de algas verdes clorófitas (divisão Chlorophyta), uniflageladas e de pequeno tamanho (comprimento inferior a 3 µm), que constitui um clado considerado basal do agrupamento Chlorophytina (ou clado UTC).